# Allegretto Nuzi
Allegretto Nuzi o Allegretto di Nuzio (Fabriano, 1315 circa – Fabriano, 1373) è stato un pittore italiano.

## Biografia
Niente si sa della prima formazione di Allegretto. Che sia stato allievo del Maestro di Campodonico, il più grande pittore del Trecento fabrianese, è un'ipotesi affascinante, ma priva di qualsiasi appiglio documentario e non suffragata da quello che si vede dallo stile delle sue prime opere, che mostrano un'educazione affatto toscana. Il pittore è documentato a Firenze nel 1346, dove è definito de senis, il che indica un suo primo soggiorno toscano a Siena. Infatti nelle sue opere, una volta ritornato a Fabriano, mostra, da una parte, elementi senesi coniugati ad altri fiorentini, specie derivati da Bernardo Daddi e da Maso di Banco, con qualche influenza anche della scuola orvietana. Da Siena viene l'aspetto sentimentale, espressivo delle figure, specie nei Bambini Gesù, mentre da Firenze deriva il rigore compositivo e la sobrietà monumentale. La sua opera oscilla infatti tra la linda narratività delle Storie di San Lorenzo (affreschi nella cattedrale di San Venanzio, a Fabriano) e la monumentalità solenne e minutamente decorata delle pale sacre (Pinacoteca di Fabriano). Esponente di spicco dell'arte pittorica marchigiana del suo tempo, sue figure, dai contorni netti, quasi calligrafici, sono state di esempio per Gentile da Fabriano.

## Opere principali

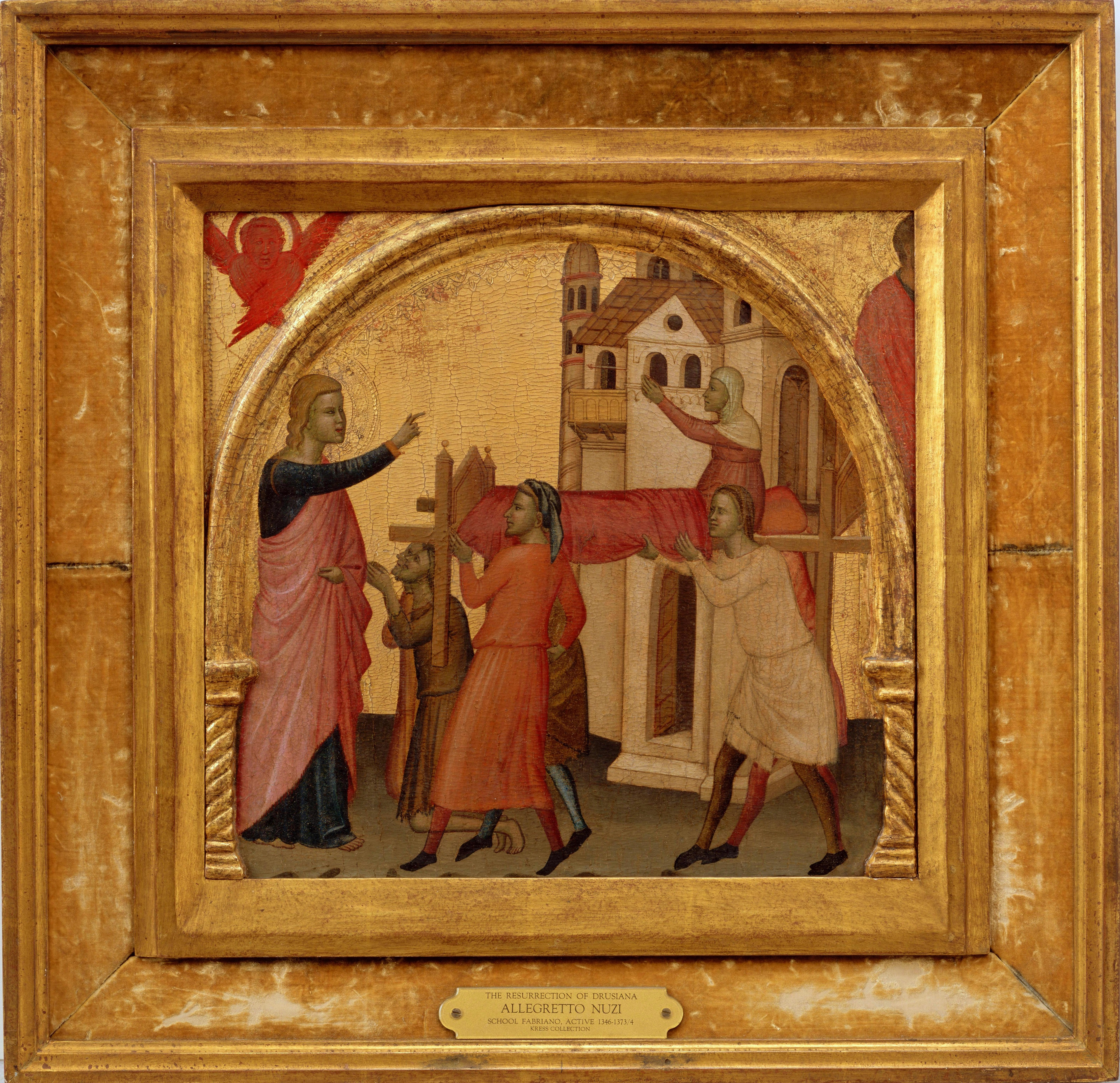
Allegretto Nuzi, Risurrezione di Drusiana, circa 1370 (Portland Art Museum)

### Opere datate
- Madonna in trono con santi, polittico, 1354, National Gallery of Art di Washington.
- Cristo benedicente, 1360 circa, Bowdoin College Museum of Art, Brunswick (Maine).
- Incoronazione della Vergine, 1360 circa, Southampton City Art Gallery, Southampton.
- Storie di San Lorenzo, affreschi, 1365 circa, cappella di San Lorenzo della Cattedrale di Fabriano.
- Madonna dell'umiltà, 1366, Pinacoteca comunale "Tacchi-Venturi", San Severino Marche.
- Madonna in trono e santi, trittico, 1369, duomo di Macerata.
- Madonna col Bambino, San Michele e Sant'Orsola, trittico, 1365, Pinacoteca Vaticana, Musei Vaticani.
- Storie di Sant'Orsola, affreschi, 1365 circa, chiesa di San Domenico (precedentemente Santa Lucia), Fabriano.
- San Nicola da Tolentino, Santo Stefano e Sant'Agostino che presenta la Regola, trittico, 1372 circa, Pinacoteca civica, Fabriano.
- Madonna in trono con il Bambino, 1372, Galleria nazionale delle Marche, Urbino.

### Opere non datate
- Madonna con Bambino, Santa Maria Maddalena, San Giovanni Evangelista, San Bartolomeo, San Venanzio, polittico, Pinacoteca civica, Fabriano.
- San Giovanni Battista e San Venanzio, parte di polittico, Pinacoteca civica, Fabriano.
- Santa Caterina e San Bartolomeo, parte di polittico, National Gallery, Londra.